# Plac Gabriela Narutowicza w Bełchatowie
Plac Gabriela Narutowicza (dawniej: Stary Rynek oraz Friesenplatz) – plac w Bełchatowie na Osiedlu Śródmieście.

## Historia
W okresie przedwojennym obecny plac Gabriela Narutowicza (do 1925 r. nazywany Starym Rynkiem) stanowił handlowe centrum miasta. Prowadzono tam handel wyrobami rzemieślniczymi i fabrycznymi. Okoliczne kamienice zamieszkiwała wówczas głównie ludność żydowska, m.in. późniejszy bokser, Harry Haft. Dominowała zwarta zabudowa, która została zniszczona w okresie II wojny światowej. W okresie okupacji hitlerowskiej plac nosił nazwę Friesenplatz. Po 1989 r. plac przeszedł rewitalizacje: w latach 1995–1996, 2006 oraz w 2010 r. Obecnie pełni głównie funkcję reprezentacyjną i rekreacyjną.

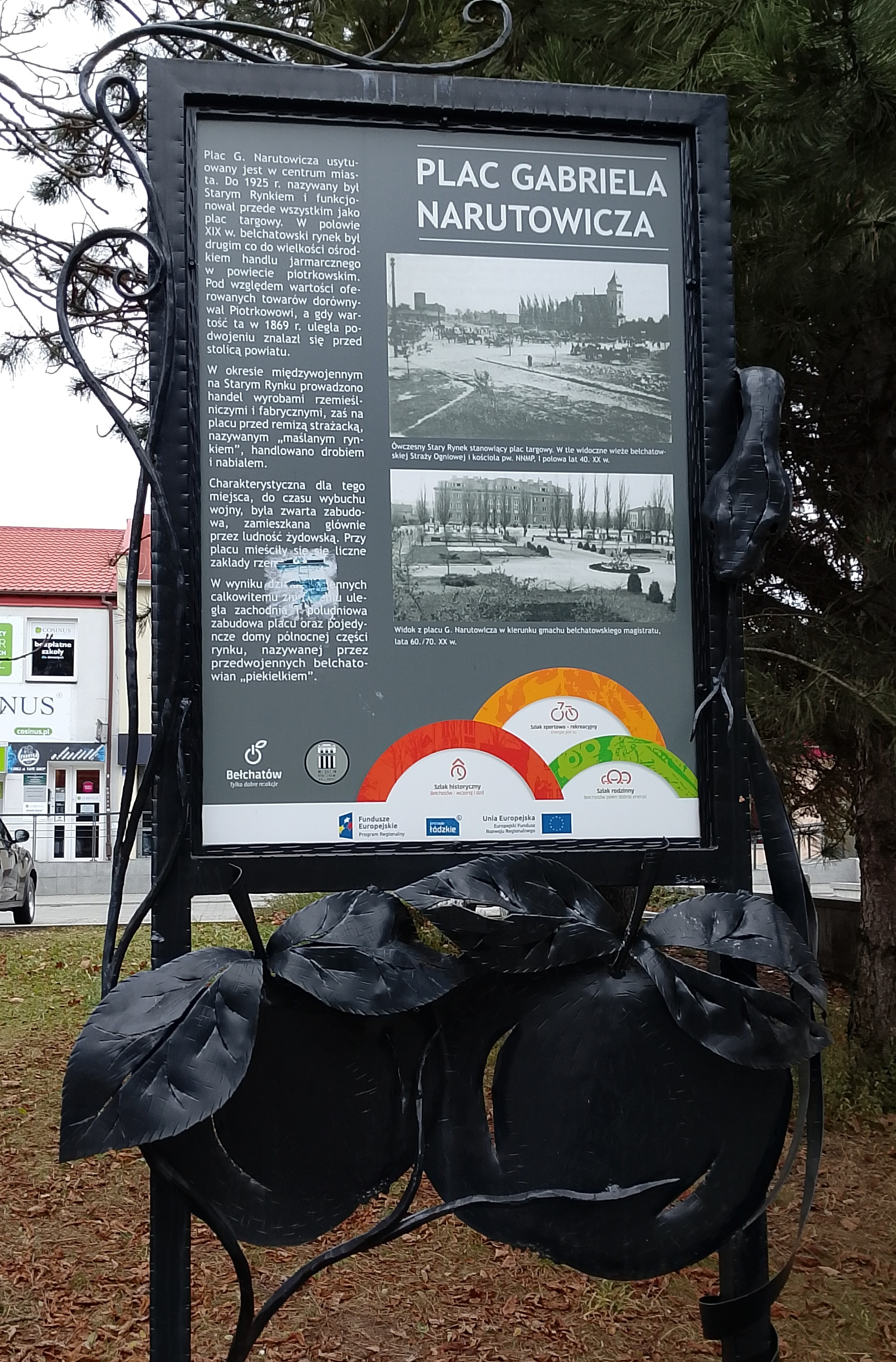
Tablica poglądowa.

## Siatkarska Aleja Gwiazd
W 2010 r. otwarto Siatkarską Aleję Gwiazd na deptaku przy placu G. Narutowicza. Aleja składa się z marmurowych tablic upamiętniających wybitnych zawodników i trenerów związanych ze Skrą Bełchatów. Do 2024 r. w Siatkarskiej Alei Gwiazd zostali upamiętnieni: Stéphane Antiga, Michał Bąkiewicz, Daniel Castellani, Wiesław Czaja, Miguel Ángel Falasca, Piotr Gacek, Piotr Gruszka, Krzysztof Ignaczak, Jakub Jarosz, Karol Kłos, Bartosz Kurek, Srećko Lisinac, Marcin Możdżonek, Daniel Pliński, Michał Ruciak, Krzysztof Stelmach, Grzegorz Szymański, Ferdinand Tille, Michał Winiarski, Mariusz Wlazły, Andrzej Wrona, Paweł Zatorski i Łukasz Żygadło.

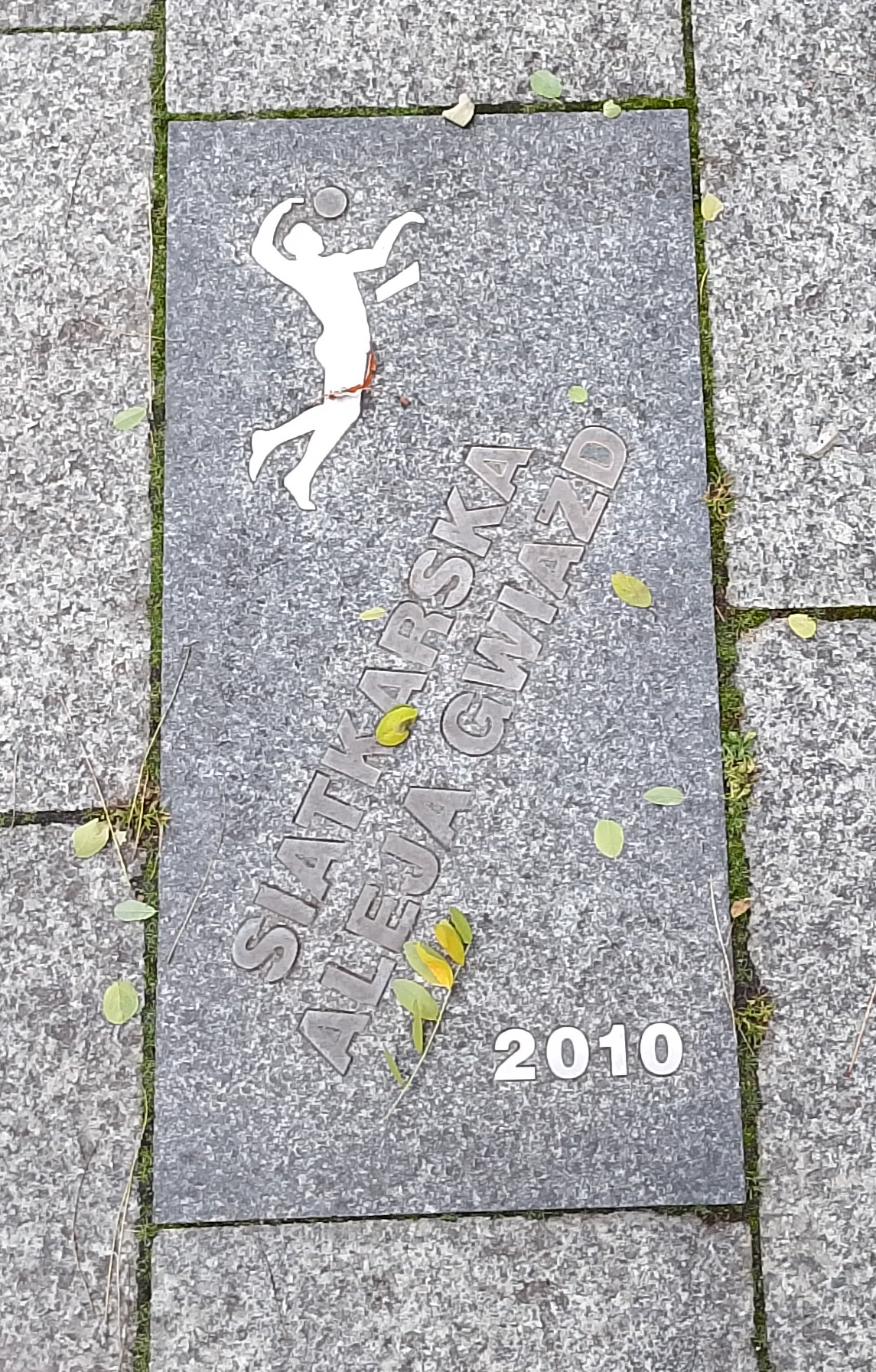
Siatkarska Aleja Gwiazd w Bełchatowie.

## Balansująca Ewa
Rzeźba Ewy tzw. Balansująca Ewa została wykonana w technice zimnego brązu. Jej autorem jest Jerzy Kędziora. Została umieszczona w obecnej lokalizacji przy placu G. Narutowicza w 2018 r. Początkowo był to eksponat odbywającego się w Bełchatowie Festiwalu Sztuki Jabłka, a następnie zapadła decyzja o pozostawieniu rzeźby na stałe. Postać Ewy z jabłkiem nawiązuje do herbu Bełchatowa.

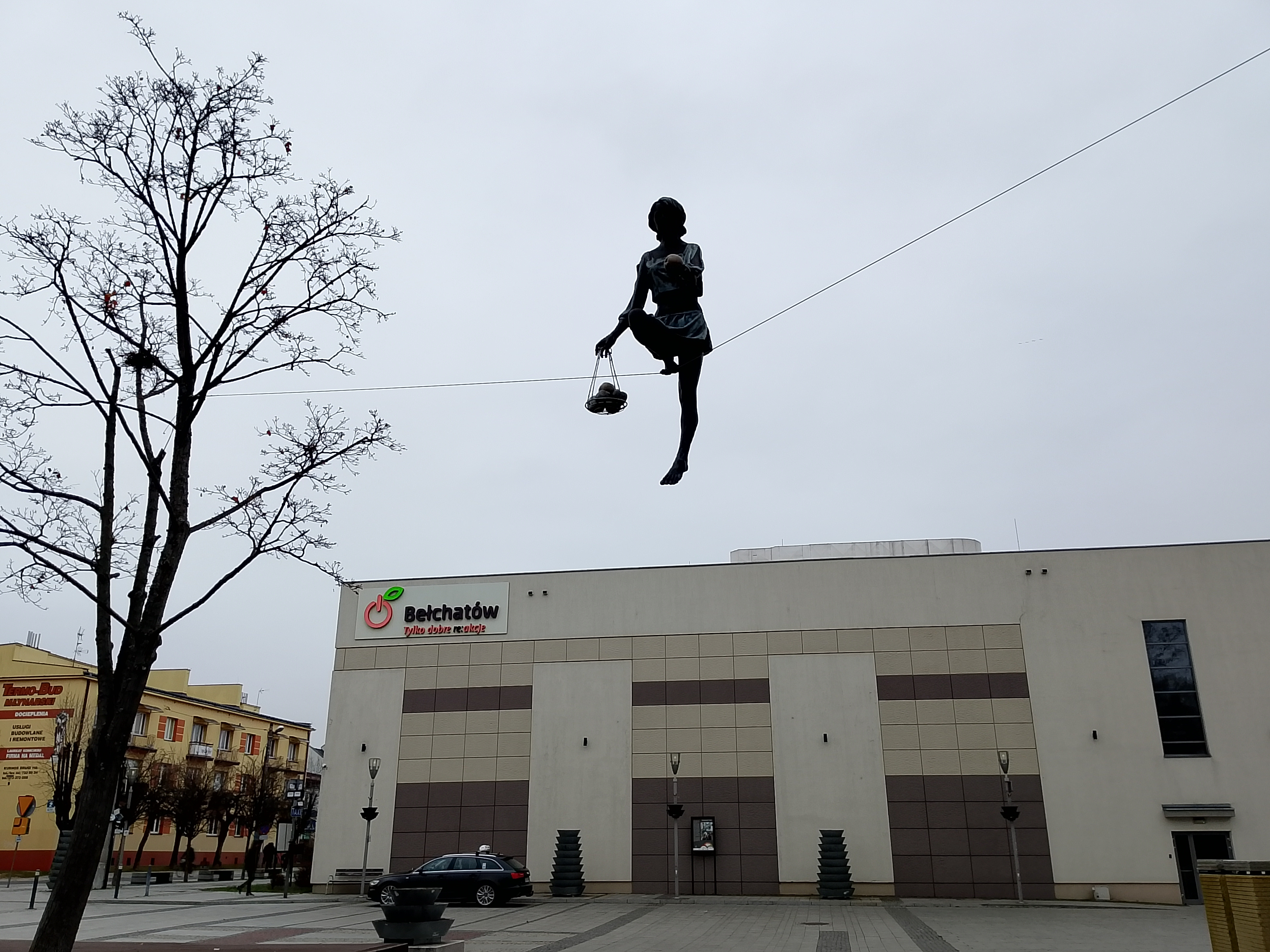
Balansująca Ewa przy placu Narutowicza.